# Masegoso de Tajuña
Masegoso de Tajuña è un comune spagnolo di 59 abitanti situato nella comunità autonoma di Castiglia-La Mancia.